# Flaviellus subtruncatus
Flaviellus subtruncatus är en skalbaggsart som beskrevs av Leconte 1878. Flaviellus subtruncatus ingår i släktet Flaviellus och familjen Aphodiidae. Inga underarter finns listade i Catalogue of Life.